# Az Országos Nyugdíjfolyósító Intézet székháza
A Magyar Államkincstár Nyugdíjfolyósító Igazgatóság székháza (korábban Szakszervezetek Országos Tanácsa székház, röviden SZOT székház, vagy SZOT-toronyház) egy húsz emeletes magyarországi toronyház, ami Budapest XIII. kerületében, azon belül is annak egyik legforgalmasabb csomópontjában, a Göncz Árpád városközpontban áll.

## Története
Az 1960-as évek végén, 1970-es évek elején Heim Ernő javaslatára kezdtek el Budapesten toronyházakat építeni a városképileg hangsúlyos helyekre, „megjelölve” ezeket a pontokat. Ezen koncepció mentén született meg számos más épület mellett például a Semmelweis Egyetem Elméleti Tömbje is a budapesti Nagyvárad téren, vagy épp a Körszálló Budán a Városmajorban.
A Szakszervezetek Országos Tanácsa számára készült épületet Dúl Dezső tervezte. A Váci út és a Róbert Károly körút (Hungária körgyűrű) metszéspontjában emelt 73 méteres toronyházat 1968-ban kezdték építeni és 1973-ben adták át. Ekkor költözött be a Pest megyei SZOT, valamint annak a nyomdája és a Nyugdíjfolyósító Intézet is, ami később kiegészült a Népszava szerkesztőségével és nyomdájával is (ők később tovább költöztek).

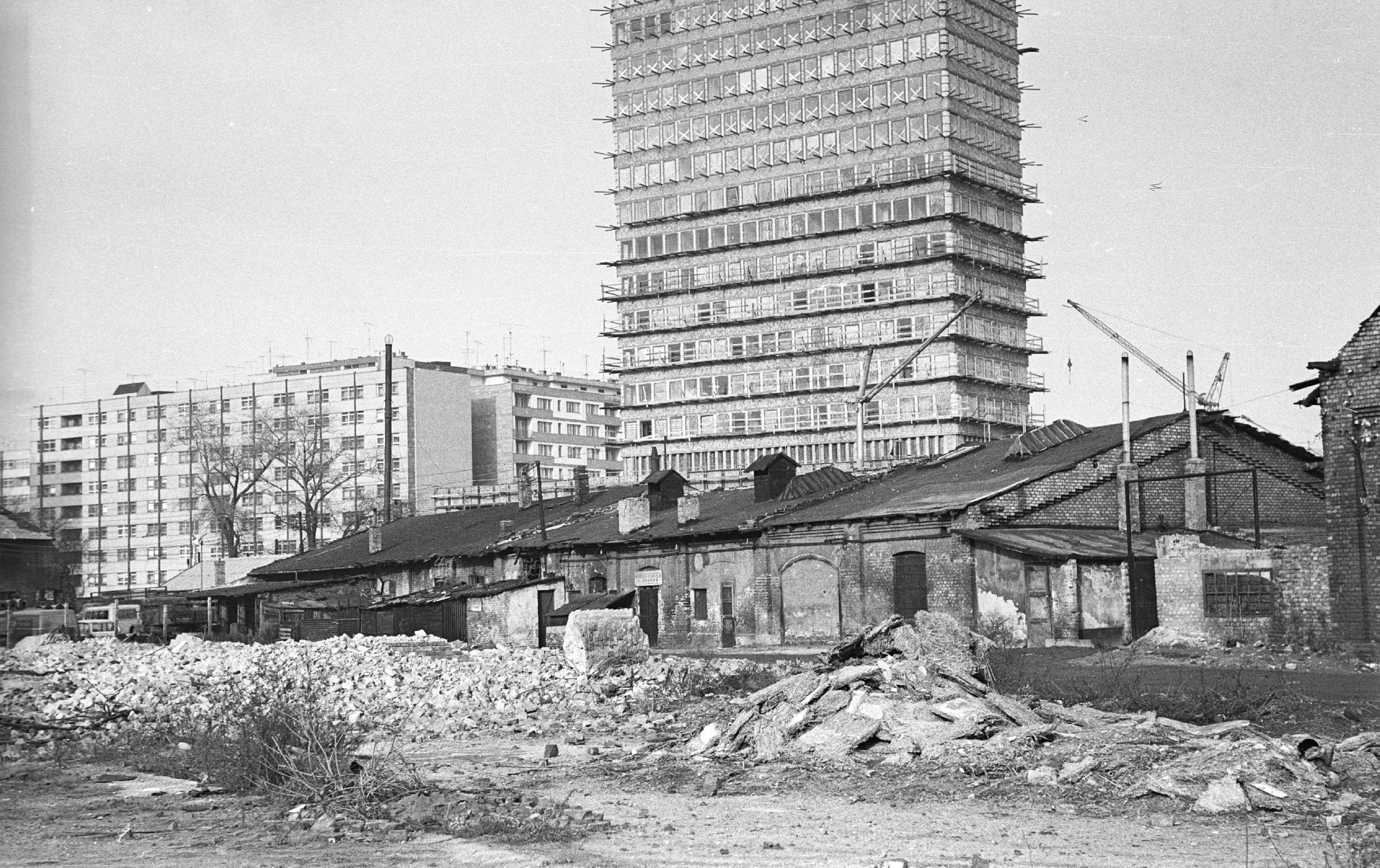
Építés közben, 1971-ben, előtérben a környékre egykor jellemző és ugyanekkor elbontott régi raktárépületekkel.

A toronyházhoz csatlakozik egy a korra jellemző három szintes „lepényépület” is, ahol az üzemi étkezde és konyhái, öltözők és egyéb kiszolgáló egységek mellett egy belső, gazdasági udvar, valamint a vállalati gépjárműjavító műhely kapott helyet, tudatosan alakítva úgy, hogy a Petneházy utca felől érkezzen a teljes gazdasági forgalom, a teljes személyforgalom pedig az 1984-ben megnyílt metróállomás felől.
A toronyház a korra jellemzően vasbetonból készült, de a panelházakkal ellentétben nem minden eleme volt előregyártott. Homlokzatát szándékosan úgy tervezték, hogy jelentős szerepet játsszon a légkondicionálásban, mivel arra külön gépészetet eleve nem is terveztek beépíteni. Emiatt került a külső homlokzatra az épület megjelenését meghatározó acél tartószerkezet, amikre redőnyöket szereltek 140 centiméter távolságra az ablakoktól. Ezzel a megoldással úgy tudták elkerülni, hogy a nyári forró nap közvetlenül besüssön az épületbe (és ezáltal jelentősen felmelegítse azt), hogy egyúttal világosak maradtak a helyiségek. Hideg időjárás esetén a melegről távfűtés gondoskodik mind a mai napig.
Belső kialakítását tekintve igyekeztek a közlekedőket minimalizálni, ugyanakkor a korra jellemző módon nem egyterű, hanem számtalan kis alapterületű irodahelyiségből áll, amikből a legnagyobb terek is csupán 14 fősre lettek tervezve. Az irodák a világos, déli oldalra kerültek, míg a liftek és a lépcsőházak az árnyékos északi oldalra.
A hazai társadalombiztosítás átalakítása során 1993-ban létrejött az Országos Nyugdíjbiztosítási Főigazgatóság (rövidítve: NYUFIG), amely 2017-ben beolvadt a Magyar Államkincstárba. 
1995-1996 között a toronyház lábánál lévő lepényépület mellé egy majdnem ugyanakkora irodaépületet emeltek az 1993-ban létrejött Országos Egészségbiztosítási Pénztár (OEP) számára, ami 2017 óta a Nemzeti Egészségbiztosítási Alapkezelő (NEAK) nevet viseli. Dúl Dezső ennek az épületnek a tervezésében és engedélyeztetésében is részt vett.